# Biotehnologija
Biotehnologija je disciplina unutar područja biotehničkih znanosti. Prema definiciji Europske federacije za biotehnologiju iz 1992. godine, biotehnologija "povezuje prirodne znanosti i tehničke znanosti kako bi se postigla primjena organizama, stanica, njihovih dijelova i molekularnih analoga u dobivanju proizvoda za dobrobit čovječanstva". Grane biotehnologije su bioinformatika, molekularna biotehnologija i druge.
Počeci razvoja biotehnologije u Hrvatskoj vezani su uz djelovanje farmaceutske tvrtke PLIVA. Danas u Hrvatskoj djeluje Hrvatsko društvo za biotehnologiju koje izdaje časopis Food Technology and Biotechnology.

## Vanjske poveznice
Mrežna mjesta
- Hrvatsko društvo za biotehnologiju
- Citologija i genetika
- Biotehnologija Hrvatska tehnička enciklopedija, portal hrvatske tehničke baštine. LZMK

- Bioprocesno inženjerstvo (biokemijsko inženjerstvo) Hrvatska tehnička enciklopedija, portal hrvatske tehničke baštine. LZMK

- Bioreaktor (fermentor) Hrvatska tehnička enciklopedija, portal hrvatske tehničke baštine. LZMK

- Food Technology and Biotechnology Hrvatska tehnička enciklopedija, portal hrvatske tehničke baštine. LZMK

- Hrvatsko društvo za biotehnologiju Hrvatska tehnička enciklopedija, portal hrvatske tehničke baštine. LZMK